# Simulium parvum
Simulium parvum är en tvåvingeart som beskrevs av Günther Enderlein 1921. Simulium parvum ingår i släktet Simulium och familjen knott. Inga underarter finns listade i Catalogue of Life.